# Calamus sessilifolius
Calamus sessilifolius är en enhjärtbladig växtart som beskrevs av Karl Ewald Maximilian Burret. Calamus sessilifolius ingår i släktet Calamus och familjen Arecaceae. Inga underarter finns listade i Catalogue of Life.